# بوتس کمپانی
بوتس کمپانی (انگلیسی: Boots) شرکت داروسازی بریتانیایی است، که در سال ۱۸۴۹ توسط جان بوتس تأسیس شد.